# اندیس سنگ تزئینی شیرین سو
سنگ تزئینی شیرین سو یک اندیس مصالح ساختمانی است که در  استان قزوین قرار دارد و مادهٔ معدنی موجود در آن، سنگ تزئینی است.سنگ میزبان این اندیس روانه های تراکی داسیتی تراکی آندزیتی سازند کرج است و دیرینگی آن به دوران ائوسن می‌رسد.